# Zoltán Melis
Pour les articles homonymes, voir Melis.
Zoltán Melis, né le 11 septembre 1947 à Budapest, est un rameur d'aviron hongrois.

## Carrière
Zoltán Melis est médaillé d'argent aux Jeux olympiques d'été de 1968 à Mexico en quatre sans barreur. Il dispute aussi l'épreuve de huit des Jeux olympiques d'été de 1972 à Munich, où il termine septième. Aux Championnats d'Europe d'aviron 1971 et 1973, il se classe quatrième de l'épreuve de huit.